# Waltham (Maine)
Waltham – miasto w Stanach Zjednoczonych, w stanie Maine, w hrabstwie Hancock.